# شين هيون-بين
شين هيون-بين (بالكورية: 신현빈 ؛ من مواليد 10 أبريل 1986)؛ هي ممثلة كورية جنوبية، ظهرت لأول مرة في التمثيل بفيلم «إنه في الخدمة» (2010)، حيث تصور عاملة فيتنامية تكافح العنصرية في كوريا الجنوبية. فازت بجائزة أفضل ممثلة جديدة في حفل توزيع جوائز بيكسانغ للفنون ال47 عن دورها بالفيلم. اشتهرت بأدوارها التلفزيونية في مسلسلات مثل المحارب بايك دونغ سو (2011)، عشيقة (2018)، اعتراف (2019)، قائمة تشغيل المستشفى (2020-2021)، انعكاسك (2021).

## فيلموغرافيا

### مسلسلات تلفزيونية
| عام       | عنوان                      | قناة البث   | الدور          | ملاحظة                  | المراجع       |
| --------- | -------------------------- | ----------- | -------------- | ----------------------- | ------------- |
| 2011      | المحارب بيك دونغ سو        | إس بي إس    | يو جي سون      |                         | [ 4 ]         |
| 2011      | عائلة كيم تشي              | جي تي بي سي | يوكي           |                         | [ 5 ]         |
| 2012      | لوحة العائلة               | إس بي إس    | هان مي هوا     |                         | [ 6 ]         |
| 2014      | ميمي                       | ام نت       | جانغ اون هاي   |                         | [ 7 ]         |
| 2016      | مدام أنطوان: المعالج بالحب | جي تي بي سي | كلير           | دور الكاميو             | [ 8 ]         |
| 2017      | ملكة الغموض                | كي بي إس 2  | جونغ جي وون    |                         | [ 9 ]         |
| 2017      | أرغون                      | تي في ان    | تشاي سو مين    |                         | [ 10 ]        |
| 2017      | ممطر او مشمس               | جي تي بي سي | مهندسة معمارية | دور الكاميو (الحلقة 16) | [ 11 ]        |
| 2018      | العشيقات                   | أو سي إن    | كيم اون سو     |                         | [ 12 ]        |
| 2019      | اعتراف                     | تي في إن    | ها يو ري       |                         | [ 13 ]        |
| 2020–2021 | قائمة تشغيل المستشفى       | تي في إن    | جانغ كيو أول   |                         | [ 14 ]        |
| 2021      | انعكاس لك                  | جي تي بي سي | جوو هاي وون    |                         | [ 15 ]        |
| 2022      | الابن الأصغر لتكتل         | جي تي بي سي | سيو مين يونغ   |                         | [ 16 ] [ 17 ] |
| 2023      | اخبرني انك تحبني           | اي ان ا     | جونغ مو يون    |                         | [ 18 ]        |
| 2024      | سندريلا الساعة 2 صباحا     |             | ها يون سيو     |                         | [ 19 ]        |

### سلسلة الويب
| عام  | عنوان | الشبكة  | الدور     | المراجع |
| ---- | ----- | ------- | --------- | ------- |
| 2022 | وحشية | تي فينج | لي سو جين | [ 20 ]  |

## الجوائز
| حفل توزيع الجوائز     | عام  | الفئة                   | المرشح / العمل               | نتيجة | Ref.          |
| --------------------- | ---- | ----------------------- | ---------------------------- | ----- | ------------- |
| جوائز بيكسانغ للفنون  | 2011 | أفضل ممثلة جديدة - فيلم | إنه في الخدمة                | فوز   | [ 21 ]        |
| جوائز بلو دراجون فيلم | 2021 | أفضل ممثلة جديدة        | وحوش تتشبث بقشة              | رُشِّح   | [ 23 ]        |
| جوائز الدراما الكورية | 2019 | أفضل ممثلة جديدة        | اعتراف (مسلسل)               | رُشِّح   | [ 24 ]        |
| جوائز الفيلم الكوري   | 2010 | أفضل ممثلة جديدة        | إنه في الخدمة                | رُشِّح   | [بحاجة لمصدر] |
| جوائز اس بي اس دراما  | 2011 | جائزة نيو ستار          | المحارب بايك دونغ سو (مسلسل) | فوز   | [ 25 ]        |

## روابط خارجية
شين هيون-بين على موقع IMDb (الإنجليزية)
- شين هيون-بين على موقع قاعدة بيانات الفيلم (الإنجليزية)